# Rashed bin Isa Al Khalifa
Rashed bin Isa Al Khalifa (... – Germania, 17 dicembre 2010) è stato uno sceicco bahreinita.

## Biografia
Lo sceicco Rashed nacque da Isa e da Hessa bint Salman Al Khalifa e frequentò la Reale accademia militare di Sandhurst, nel Regno Unito.
Presiedette il Bahrain Equestrian and Horse Racing Club dal 1981 al 2010, anno in cui decedette in Germania. Venne tumulato nel cimitero Al Rifa'a.

## Discendenza
Rashed bin Isa Al Khalifa ebbe sette figli:
- Sceicco Turki;
- Sceicco Faisal, presidente della Bahrain Royal Equestrian and Endurance Federation (BREEF), del Rashid Equestrian and Horse Racing Club e vice presidente del Supreme Council for Environment;
- Sceicco Muhammad, contrasse matrimonio al palazzo di Al Rifa'a il 26 agosto 2003;
- Sceicco Abdullah, contrasse matrimonio al palazzo Al Rifa'a il 3 giugno 2013;
- Sceicco Nawaf, ha frequentato la Reale accademia militare di Sandhurst ed è stato nominato secondo tenente il 17 aprile 2012;
- Sceicco Salman;
- Sceicco Isa.

## Titoli e trattamento
- ? - 17 dicembre 2010: Sua Altezza, lo sceicco Rashed bin Isa Al Khalifa

## Ascendenza
|                               |                               |                                           | Genitori                         |  |  | Nonni |  |  | Bisnonni                 |  |  | Trisnonni              |  |
|                               |                               |                                           |                                  |  |  |       |  |  | Hamad ibn Isa Al Khalifa |  |  | Isa ibn Ali Al Khalifa |  |
|                               |                               |                                           |                                  |  |  |       |  |  | Hamad ibn Isa Al Khalifa |  |  | Isa ibn Ali Al Khalifa |  |
|                               |                               | Haya bint Muhammad Al Khalifa             |                                  |  |  |       |  |  | Hamad ibn Isa Al Khalifa |  |  |                        |  |
| Salman ibn Hamad Al Khalifa   |                               |                                           |                                  |  |  |       |  |  | Hamad ibn Isa Al Khalifa |  |  |                        |  |
|                               |                               | Una figlia di Salman bin Duaij Al Khalifa | ...                              |  |  |       |  |  |                          |  |  |                        |  |
|                               |                               | Una figlia di Salman bin Duaij Al Khalifa | ...                              |  |  |       |  |  |                          |  |  |                        |  |
|                               |                               | Una figlia di Salman bin Duaij Al Khalifa | ...                              |  |  |       |  |  |                          |  |  |                        |  |
| Isa bin Salman Al Khalifa     |                               | Una figlia di Salman bin Duaij Al Khalifa |                                  |  |  |       |  |  |                          |  |  |                        |  |
|                               |                               | Hamad bin Abdullah Al Khalifa             | Abdullah Al Khalifa              |  |  |       |  |  |                          |  |  |                        |  |
|                               |                               | Hamad bin Abdullah Al Khalifa             | Abdullah Al Khalifa              |  |  |       |  |  |                          |  |  |                        |  |
|                               |                               | Hamad bin Abdullah Al Khalifa             | ...                              |  |  |       |  |  |                          |  |  |                        |  |
| Mouza bint Hamad Al Khalifa   |                               | Hamad bin Abdullah Al Khalifa             |                                  |  |  |       |  |  |                          |  |  |                        |  |
|                               |                               | ...                                       | ...                              |  |  |       |  |  |                          |  |  |                        |  |
|                               |                               | ...                                       | ...                              |  |  |       |  |  |                          |  |  |                        |  |
|                               |                               | ...                                       | ...                              |  |  |       |  |  |                          |  |  |                        |  |
| Rashed bin Isa Al Khalifa     |                               | ...                                       |                                  |  |  |       |  |  |                          |  |  |                        |  |
|                               | Ibrahim bin Khalid Al Khalifa | Khalid bin Ali Al Khalifa                 |                                  |  |  |       |  |  |                          |  |  |                        |  |
|                               | Ibrahim bin Khalid Al Khalifa | Khalid bin Ali Al Khalifa                 |                                  |  |  |       |  |  |                          |  |  |                        |  |
|                               | Ibrahim bin Khalid Al Khalifa | ...                                       |                                  |  |  |       |  |  |                          |  |  |                        |  |
| Salman bin Ibrahim Al Khalifa | Ibrahim bin Khalid Al Khalifa |                                           |                                  |  |  |       |  |  |                          |  |  |                        |  |
|                               |                               | Haya bint Salman Al Khalifa               | Salman bin Isa Al Khalifa Al Haj |  |  |       |  |  |                          |  |  |                        |  |
|                               |                               | Haya bint Salman Al Khalifa               | Salman bin Isa Al Khalifa Al Haj |  |  |       |  |  |                          |  |  |                        |  |
|                               |                               | Haya bint Salman Al Khalifa               | Aisha bint Ali Al Khalifa        |  |  |       |  |  |                          |  |  |                        |  |
| Hessa bint Salman Al Khalifa  |                               | Haya bint Salman Al Khalifa               |                                  |  |  |       |  |  |                          |  |  |                        |  |
|                               |                               | ...                                       | ...                              |  |  |       |  |  |                          |  |  |                        |  |
|                               |                               | ...                                       | ...                              |  |  |       |  |  |                          |  |  |                        |  |
|                               |                               | ...                                       | ...                              |  |  |       |  |  |                          |  |  |                        |  |
| ...                           |                               | ...                                       |                                  |  |  |       |  |  |                          |  |  |                        |  |
|                               |                               | ...                                       | ...                              |  |  |       |  |  |                          |  |  |                        |  |
|                               |                               | ...                                       | ...                              |  |  |       |  |  |                          |  |  |                        |  |
|                               |                               | ...                                       | ...                              |  |  |       |  |  |                          |  |  |                        |  |
|                               |                               | ...                                       |                                  |  |  |       |  |  |                          |  |  |                        |  |